# Kościół rektorski Ducha Świętego w Bydgoszczy

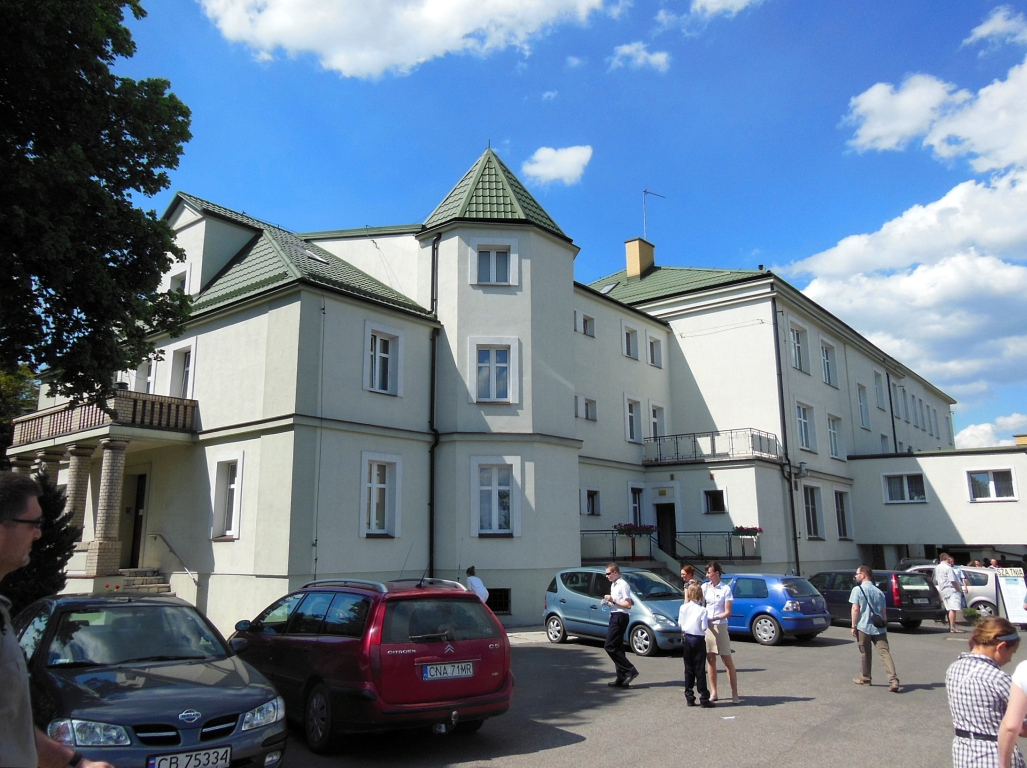
Zabudowania duchaczy

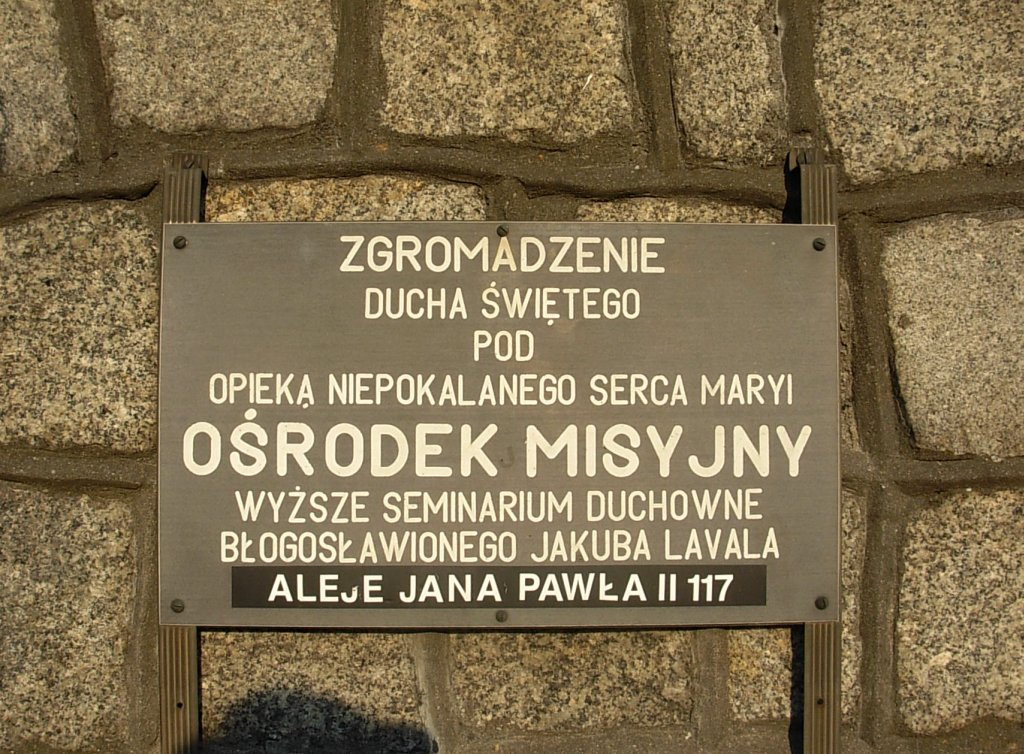
Tablica

Kościół rektorski Ducha Świętego w Bydgoszczy – kościół położony w Bydgoszczy, którego patronem jest Duch Święty.

## Położenie
Kościół znajduje się przy ul. Jana Pawła II 117, na osiedlu Glinki w południowej części miasta Bydgoszczy. Obecnie świątynia ma formę kaplicy publicznej wbudowanej w kompleks zabudowy Zgromadzenia Ducha Świętego, w którym znajdują się m.in. klasztor, seminarium, biblioteka, archiwum, redakcja „Posłańca Ducha Świętego”, muzeum misyjne.

## Historia
Geneza świątyni wiąże się ściśle z dziejami Zgromadzenia Ducha Świętego w Polsce i w Bydgoszczy w szczególności. Pierwsi trzej misjonarze polskiego pochodzenia dotarli do odrodzonej Polski w 1921 r. z Francji wraz z Błękitną Armią gen. Józefa Hallera. Jeden z nich - ojciec ppłk. Zygmunt Rydlewski CSSp. kapelan i dziekan w Błękitnej Armii, pozostał w Polsce na polecenie Przełożonego Generalnego. Pierwszą siedzibą zakonu, istniejącą do dziś została Bydgoszcz, gdyż o. Rydlewski założył tu „Sierociniec dla Synów Obrońców Ojczyzny po zmarłych Hallerczykach” na Wilczaku, przy ulicy Jary 2, co oficjalnie zapoczątkowało działalność Zgromadzenia w Polsce.
13 kwietnia 1921 r. do Bydgoszczy przybył gen. Józef Haller w celu omówienia spraw organizacyjnych związanych z powstaniem zakładu opiekuńczego. Funkcję dyrektora domu pod nazwą „Dom Św. Józefa dla synów obrońców Ojczyzny im. gen. Józefa Hallera” objął o. Zygmunt Rydlewski, a opiekę powierzono prezydentowi miasta Janowi Maciaszkowi. W placówce opieką obejmowano 40-50 chłopców w wieku 10-18 lat. Finansową pomoc zapewniały: samorząd miasta, kościół, osoby prywatne oraz Związek Hallerczyków. 18 października 1922 r. duchacze nabyli domy przy ulicy Śniadeckich 6 i 8 (wg starej numeracji 53/54), do których przeniesiono sierociniec i zorganizowano Niższe Seminarium Duchowne. Uroczystego poświęcenia domu dokonał ks. kardynał Edmund Dalbor w obecności generała Józefa Hallera, przedstawicieli miejscowego duchowieństwa i władz miejskich w Bydgoszczy dnia 5 grudnia 1922 roku. Natomiast w placówce na Wilczaku zlokalizowano sierociniec PCK prowadzony przez elżbietanki, otwarty przez gen. Józefa Hallera 10 stycznia 1925 roku.
Do 1925 r. do Bydgoszczy przybyło łącznie 7 misjonarzy z Niemiec, Stanów Zjednoczonych i z misji afrykańskich. W tym roku ustanowiono w Polsce wiceprowincję zakonną, której przełożonym został o. Zygmunt Rydlewski. Pod koniec 1925 r. seminarium przeniesiono do nowej willi na ulicy Kujawskiej 117. W jednej z sal urządzono kaplicę zakonną, poświęconą w 1932 r., do której licznie uczęszczali okoliczni mieszkańcy. Pierwotny ołtarz w stylu amerykańskim został wykonany przez o. Stanisława Zaborowskiego. W tym samym budynku znajdowało się Niższe Seminarium Duchowne zwane Internatem Ducha Świętego, które słynęło z wysokiego poziomu nauczania. Uczyło się w nim ok. 70 młodych nowicjuszy. W latach 1928–1932 znajdował się ponadto nowicjat dla braci, przeniesiony później do Puszczykowa. W latach 1930–1939 Zgromadzenie wydawało kwartalnik „Posłaniec Ducha Świętego”, poświęcony Duchowi Świętemu i misjom afrykańskim.
W czasie II wojny światowej prowincja poniosła wielkie straty, zarówno personalne jak i materialne. Ośmiu członków zgromadzenia zginęło w obozach lub zmarło wkrótce po ich opuszczeniu. Kaplica została zdewastowana i pozbawiona ołtarza.
Po zakończeniu wojny, 1 października 1946 r. ks. kard. August Hlond, prymas Polski erygował parafię pw. Ducha Świętego przy ul. Kujawskiej w Bydgoszczy. Mieli ją prowadzić misjonarze ze Zgromadzenia Ducha Świętego, wykorzystując do tego celu kaplicę zakonną. Podniesiona do rangi kościoła parafialnego kaplica została odnowiona i otrzymała nowy wystrój. W 1946 roku sprowadzono z poewangelickiego kościoła w Miasteczku Krajeńskim nowy ołtarz z obrazem Chrystusa Dobrego Pasterza oraz ławy kościelne. Obecny ołtarz wykonany przez artystę rzeźbiarza Kryskę z Bydgoszczy ustawiono w 1952 roku. Świątynia otrzymała również wyposażenie autorstwa tego samego artysty: chrzcielnicę, stół Pański (balaski), tron, stołeczki i ramy do obrazów, stacje drogi krzyżowej. W 1957 roku dzięki ofiarności parafian ufundowano monstrancję, na której wykonanie zbierano srebra i monety.
W latach 1949–1950 z powodu aresztowania proboszcza parafii przez władze komunistyczne, duszpasterstwo sprawowali kapłani sąsiedniej parafii Matki Boskiej Nieustającej Pomocy na Szwederowie. W latach 1950–1970 duchacze nie starali się zbyt ostentacyjnie zaznaczać swego pobytu w Bydgoszczy. Nastały trudne czasy komunistyczne, prześladowania i uwięzienia zakonników, co utrudniło rozwój zgromadzenia. Misjonarze skoncentrowali się głównie na odbudowie swojej siedziby (trzykrotnie podpalanej, przez nieznanych sprawców). Równocześnie kształcili w seminarium kolejne pokolenia misjonarzy.
Ponowny rozwój Zgromadzenia nastąpił od lat 70. XX w., kiedy zaznaczyło się odprężenie polityczne oraz ożywienie religijne. W latach 1973–1983 w Bydgoszczy znajdował się nowicjat dla braci, przeniesiony później do Chełmszczonki k. Fordonu. W 1975 r. erygowano polską prowincję zakonu, a w 1976 r. Wyższe Misyjne Seminarium Duchowne w Bydgoszczy.
Kolejny okres rozwoju zgromadzenia to lata 90. XX w. Otwarto wówczas dwa nowe domy zakonne na terenie kraju, wznowiono wydawanie dwumiesiecznika „Posłańca Ducha Świętego”, który zawiera stałą katechezę o Duchu Świętym, reportaże, felietony oraz listy misjonarzy. Duchacze zaznaczyli również swój wkład w życie społeczne i duchowe miasta poprzez zainicjowanie pielgrzymek do Częstochowy, współpracę z francuską fundacją OAA (Stowarzyszenie na Rzecz Sierot) dzięki której absolwenci bydgoskich szkół podstawowych podjęli naukę w ośrodku fundacji we Francji, założenie katolickiego radia „Vox” (później Radio „Plus”), organizację corocznych festynów dla mieszkańców w dniu Zesłania Ducha Świętego wraz z loterią fantową, założenie muzeum misyjnego itd.
Od 1989 r. dotychczasowy kościół Ducha Świętego w kompleksie zabudowań duchaczy w Bydgoszczy przestał pełnić funkcje parafialne, pozostał natomiast kościołem rektorskim. Odbyło się to w kontekście powołania nowej parafii pw. Ducha Świętego na Glinkach, wraz z budową kaplicy (1989 r.) i kościoła (od 1992 r.) W 1998 r. zgodnie z decyzją ks. abpa Henryka Muszyńskiego oficjalnie przeniesiono siedzibę parafii na ul. Glinki i zmieniono jej granice. Jednocześnie przy parafii powstał nowy dom zakonny duchaczy przy ul. Glinki 40.
Po wydzieleniu przez papieża Jana Pawła II diecezji bydgoskiej w 2004 r. przez 3 lata duchacze gościli u siebie Wyższe Seminarium Duchowne Diecezji Bydgoskiej, do czasu jego przeniesienia do własnego budynku przy ul. Grodzkiej.

## Architektura
Kościół Ducha Świętego zajmuje parter jednego z  budynków, w którym mieszczą się pomieszczenia Zgromadzenia Ducha Świętego. Jest ona podzielona na trzy nawy rzędami filarów.

### Wnętrze
Wewnątrz świątyni znajdują się trzy ołtarze:
- ołtarz główny, neobarokowy, częściowo pozłacany z 1952 r. autorstwa artysty rzeźbiarza Kryski z Bydgoszczy; W centrum znajduje się obraz „Zesłanie Ducha Świętego” autorstwa artysty malarza Leona Drapiewskiego z Poznania.
- ołtarz w lewej nawie z obrazem Matki Boskiej Częstochowskiej,
- ołtarz w prawej nawie z obrazem upamiętniającym pierwszą rocznicę wyboru papieża Jana Pawła II.

## Kompleksduchaczy
Kościół Ducha Świętego stanowi jeden z elementów kompleksu zabudowań Zgromadzenia Ducha Świętego w Bydgoszczy, w skład którego wchodzą ponadto:
- Dom Prowincjalny,
- Wyższe Misyjne Seminarium Duchowne (od 1976 roku),
- Biblioteka Seminaryjna,
- Archiwum Prowincjalne,
- Redakcja „Posłańca Ducha Świętego”,
- Radio PLUS-Bydgoszcz,
- Muzeum Misyjne.

Kompleks otacza rozległy park z ogrodem oraz obiektami sportowymi służącymi seminarzystom.